# Fleggaard
Fleggaard GmbH eller Fleggaard Detail er en kæde af grænsehandelsbutikker ejet af den danskejede koncern Fleggaard Holding A/S med hovedsæde i Kollund/Kruså i Sønderjylland.  
Seks af butikkerne ligger syd for den faste landegrænse mellem Danmark og Tyskland og to ligger i forbindelse med færgeoverfarten Rødby-Puttgarden.  

## Historie
Fleggaard GmbH blev grundlagt i 1989.
I januar 2010 købte Fleggaard Detail den konkurrerende kæde Calle GmbH med ni grænsebutikker. Trods overtagelsen fortsatte kæderne med at have hver sin ledelse, og antallet af butikker var som hidtil med samme navn og logo.
Mike Simonsen forlod Fleggard Detail i maj 2018 efter et otteethalvt år som direktør. Lars Mose Iversen overtog posten i februar 2019. Han var rekrutteret internt, idet han hidtil havde været salgsdirektør.

## Grænsebutikker
Butikkerne, der refereres til nedenunder, er Fleggaard-butikker. De dækker således ikke over Calle-butikker, som er under samme koncern.
| Grænseovergang | Antal | By                                       |
| -------------- | ----- | ---------------------------------------- |
| Femern         | 2     | Burg, Heiligenhafen                      |
| Kruså          | 3     | Kruså, Kobbermølle, Sosti (Wassersleben) |
| Padborg        | 1     | Harreslev                                |
| Sæd/Tønder     | 2     | Sønder Løgum, Aventoft                   |